# Schindhübel
Der Schindhübel ist ein 570,7 m hoher Berg in der Mitte des Pfälzerwalds und die höchste Erhebung im Landkreis Bad Dürkheim (Rheinland-Pfalz). Auf seinem Gipfel steht der Schindhübelturm.

## Geographie

### Lage
Der Schindhübel erhebt sich auf der Waldgemarkung der Ortsgemeinde Elmstein 5 km südwestlich des Kernortes. Er ist Teil des zentralen Massivs Frankenweide, über das die Pfälzische Hauptwasserscheide verläuft. Die Frankenweide erstreckt sich etwa von Hochspeyer im Norden über Johanniskreuz bis zur B 10 bei Hauenstein im Süden. Dabei handelt es sich im mittleren Bereich zwischen Johanniskreuz und Hermersbergerhof eher um ein Hochplateau, das von tief eingeschnittenen Tälern begrenzt wird. Der Schindhübel liegt im äußersten Südwesten des Landkreises Bad Dürkheim.

### Gewässer
Vom Eschkopf (608,3 m) aus verläuft nach Nordosten über den Schindhübel hinweg bis zur Bloskülb (570,1 m) beim Elmsteiner Ortsteil Iggelbach ein Höhenzug, der als lokale Wasserscheide die oberen Zuflüsse von Speyerbach und Helmbach trennt: Der Erlenbach als Hauptstrang-Oberlauf des Speyerbachs fließt vom Eschkopf aus westlich des Schindhübels nach Norden, der Blattbach als linker Zufluss des Helmbachs vom Schindhübel aus nach Osten. Im Umfeld des Schindhübels entspringen außerdem der Fichtenbach, der Waldbach und der Schüllermannsbrunnenbach, die alle von rechts in den Erlenbach münden.

### Umgebung
2 km nordöstlich des Schindhübels in Richtung Bloskülb beziehungsweise Iggelbach befinden sich Mauerreste einer Försterei, die dem „Jäger aus Kurpfalz“ zugeschrieben wird, hinter dem der ehemalige Pfalzgraf Johann Kasimir vermutet wird.

## Name
Der Name des Bergs bedeutet Häutungshügel. Er besagt, dass dort geschlachtete oder an Krankheiten eingegangene Haustiere gehäutet und die unbrauchbaren Kadaver anschließend verscharrt wurden. In ebenem Gelände wurde für solche Orte meist der Begriff Schindanger oder Schindacker verwendet.

## Tourismus und Verkehr

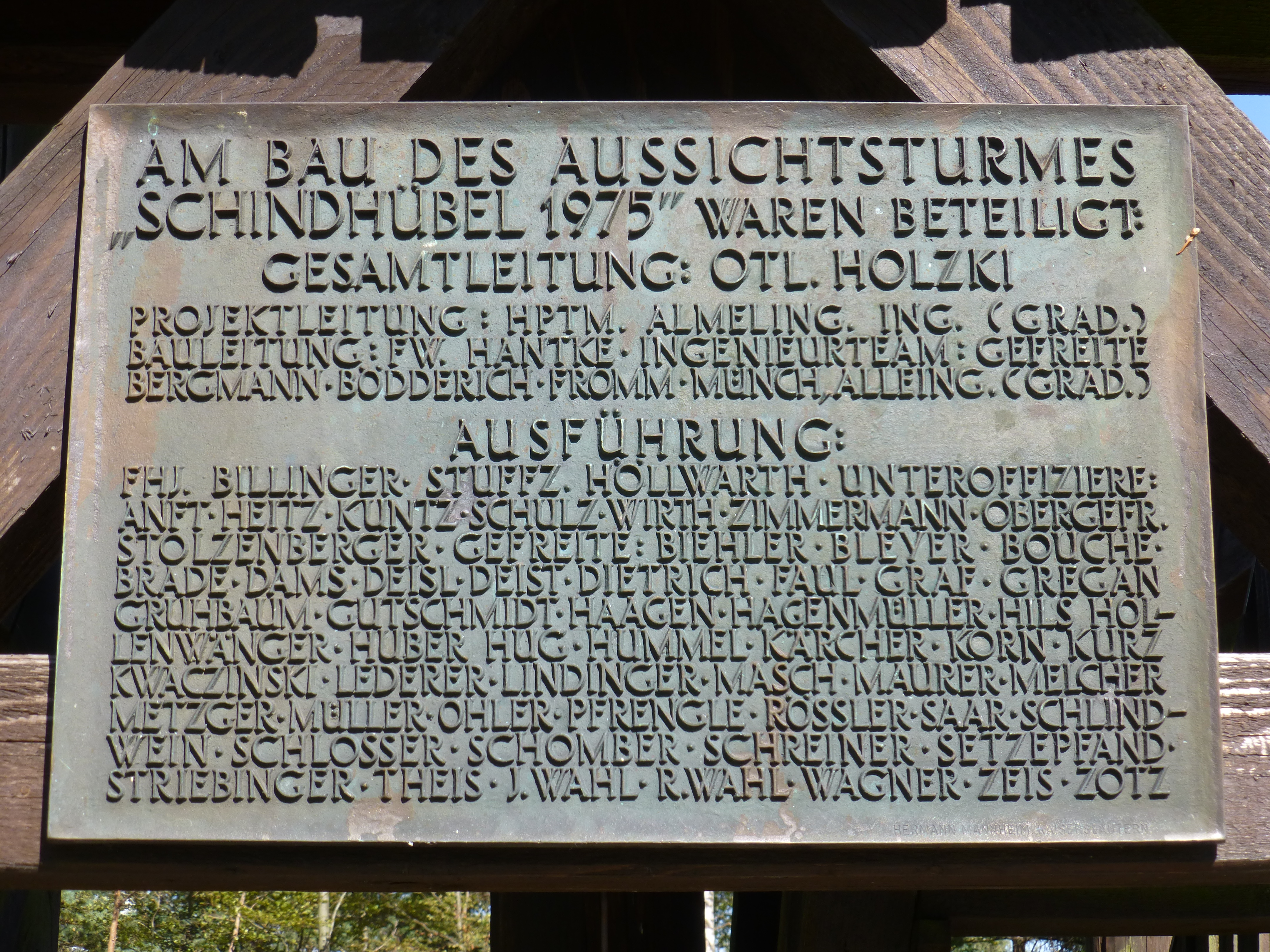

Auf dem Gipfel des Schindhübels steht der 17 m hohe Schindhübelturm, ein hölzerner Aussichtsturm. Er ermöglicht einen Panoramablick über den zentralen Pfälzerwald. Der Turm wurde 1975 von der Pioniergarnison Speyer errichtet und mit einer Informationstafel versehen, die über die an dem Projekt beteiligten Personen Auskunft gibt.
Der Gipfel des Schindhübels ist nur für Wanderer erreichbar. Kraftfahrzeuge benutzen die Kreisstraße 17, die den Ortsteil Iggelbach mit der Bundesstraße 48 (Hochspeyer–Rinnthal) verbindet. Westlich unterhalb des Gipfels liegt an der K 17 auf etwa 540 m Höhe ein Parkplatz, von dem aus ein etwa 600 m langer Wanderpfad hinauf zum Aussichtsturm führt.